# Sant Miquel de Canferrer
Sant Miquel de Canferrer és una església del Montmell inclosa a l'Inventari del Patrimoni Arquitectònic de Catalunya.

## Descripció
És una església d'una sola nau central i una altra de lateral on hi ha la portalada d'entrada i d'altres dependències (sagristia). A l'interior podem veure, a l'extrem oposat a l'absis, el cor sobre el qual hi ha una rosassa, així com una sèrie de finestres amb arc de mig punt. Davant la porta d'entrada trobem una pica baptismal amb la següent inscripció: "Record de Can Ferrer, 1 de març de 1942".
A l'exterior es pot observar que les dues naus de l'església tenen alçades diferents i una espadanya amb la campana.
Conserva una imatge de la Mare de Déu de la Providència, del tipus de vestir, pel que només són originals, de fusta, el cap i els braços de la verge i el cap, braços i peus del nen.

## Història
L'església parroquial data, segons es llegeix en la seva primera pedra, de l'any 1945. És, per tant, una església moderna. Cal destacar l'existència d'una bonica pica baptismal, que fou traslladada des de l'església del segle xvi de Montmell a Canferrer quan aquesta església fou cremada i abandonada a causa dels fets de 1936.
És dedicada a sant Miquel, com altres al voltant del Montmell.